# 戸田芳樹風景計画
戸田芳樹風景計画（とだよしきふうけいけいかく、英：Yoshiki Toda Landscape & Architect）は、日本のランドスケープコンサルタント、ランドスケープデザイン事務所。1980年設立。事務所は横浜市中区、東京都渋谷区の他に、中国・上海に分室を持つ。
主な作品に、2005年日本国際博覧会（愛・地球博覧会)会場ランドスケープ・ディレクションなど、多数。

## おもな作品・業績
東北
- ウェルビューいずみこども園（秋田市）
- せき宮（岩手県平泉町）- 第1回平泉町景観建築賞
- 道の駅天童温泉と天童のまちづくり（山形県天童市） 2014 - 平成25年度日本造園学会賞
  - 道の駅天童温泉「わくわくランド」野外ステージ2004年
  - 天童鍬ノ町23街区(2004年-2009年）天童足湯みち・まち・ひろば(2009年）天童ポケットパーク（山形県天童市）2009年

- 保原町庁舎外空間（福島県保原町）2004年
- 利府町庁舎外空間（宮城県利府町）2002年
- 新地町庁舎外空間（福島県新地町) 2001年
- 北上町複合施設（宮城県北上町）2004年
- 鹿角市学習文化交流施設（秋田県鹿角市）2012年
- シェルコム仙台（仙台市）2000年
- 会津田島複合センター御蔵入交流館（福島県南会津町）2001年

北関東
- 砂沼湖畔の基本整備計画（茨城県下妻市）
- 里山ガーデンフェスタ（2020 秋・2021 春）
- つくばみらい市立陽光台小学校（つくばみらい市）- 2016グッドデザイン賞
- 韮崎市あけぼの医療福祉センター（山梨県韮崎市）2006年
- ぐんま昆虫の森（群馬県桐生市）2005年
- 旅館たにがわ「仙寿庵」入口（群馬県水上町）2004年
- 佐野市アークステージ（栃木県佐野市）1993年
- 山梨医科大学キャンパス（山梨県甲府市）1982年

首都圏
- 新港ふ頭客船ターミナル横浜ハンマーヘッド（CIQホール／ハンマーヘッドSHOP&RESTAURANT／インターコンチネンタル横浜Pier8）2020
- 横浜市立市民病院（横浜市）
- 茅ヶ崎市鉄砲道の街路樹リニューアル計画（神奈川県茅ヶ崎市）2017年
- 茅ヶ崎城址公園（神奈川県茅ヶ崎市）- 2008年 社団法人日本公園緑地協会国土交通大臣賞
- 南本宿第三公園（横浜市）20152015年 第31回都市公園等コンクール 国土交通省都市局長賞 
- 神奈川県立三ツ池公園#コリア庭園（横浜市）1994年 社団法人日本公園緑地協会長賞
- 野島公園#旧伊藤博文金沢別邸周辺及び牡丹園（神奈川県横浜市）2010年 社団法人日本公園緑地協会国土交通大臣賞、第7回横浜・人・まち・デザイン賞
- 狭山スカイテラス（埼玉県狭山市）- 2015年度 土木学会デザイン賞 奨励賞
- 狭山市駅#西口地区再開発事業（埼玉県狭山市）- 2014年グッドデザイン賞（都市づくり、地域づくり、コミュニティづくり）
- 朝霞市「朝霞の森」における国有遊休地を活用した市民参加型広場づくり
- キャンプ・ドレイク 朝霞市基地跡地公園・シンボルロード整備基本計画見直し検討
- 羽生市民プラザ（埼玉県羽生市）- 2002年 埼玉県彩の国人にやさしいまちづくり賞
- 川越駅#東口（埼玉県川越市）- 1991年 第6回公共の色彩賞
- 野田桜の里（野田市座生特定土地区画整理事業）2006年換地完了
- グリーンシア川崎京町（川崎市）2012年
- みなとみらい21地区街路樹緑化整備（横浜市）2010年
- ロイヤルパークスタワーMM21（横浜市）2008年
- インプレスト鶴ヶ峰（横浜市）2008年
- ヴェルディール市川南（千葉県市川市）2006年
- コンフォール菅仙谷（川崎市）2003年
- 本郷ふじやま公園（横浜市）2002年-03年
- 酒匂川流域下水道整備メダカ池（神奈川県小田原市）2001年
- 酒匂川右岸処理場(扇町水再生センター)屋上広場（神奈川県小田原市）2002年
- 港北ニュータウンイオ（横浜市）2002年
- 泉区役所屋上緑化（横浜市）2011年
- 横浜市長公舎庭園（横浜市）2011年
- キヤッセ羽生（埼玉県羽生市）2001年
- 昭和大学横浜市北部病院（横浜市）2001年
- ベストライフ麻生（川崎市）2000年
- 一茶双樹記念館（千葉県流山市）1995年
- 八千代興和台中央公園（千葉県八千代市）1994年
- リファインドビルズ興和台（千葉県八千代市）1994年
- 埼玉県平和資料館（埼玉県東松山市）1993年
- 杉戸町生涯学習センター（埼玉県杉戸町）2003年
- 八幡公園（神奈川県横須賀市）1989年
- 野田市関宿総合公園（千葉県野田市）
- 蓮田市総合文化会館（埼玉県蓮田市）2013年

東京23区内
- 東京国際空港国際線旅客ターミナル 
- 二子玉川公園#主な施設（世田谷区）- 2016年 第32回都市公園等コンクール 国土交通省都市局長賞
- 東京都健康長寿医療センター（板橋区) 2014
- ガーデニエール砧（世田谷区）2008年 
- トワイシア用賀（世田谷区）2008年
- コモレビ大蔵（世田谷区）2011年
- THE TOYOSU TOWER（江東区）2009年
- 夢の島熱帯植物館（江東区）1987年
- 江戸川区庁舎（江戸川区）2006年
- 「新しい街路樹デザイン」他、江戸川区緑化指針づくり
- 一之江名主屋敷景観整備事業報告書及び保存管理計画
- 新左近川#親水計画駐車場（江戸川区）1990 
- 一之江ゆりのき公園（江戸川区）2008年
- くつろぎの家 くつろぎの足湯（江戸川区）2009年
- 一之江抹香亭（江戸川区）2010年
- 下鎌田東公園（江戸川区）2011年
- 東京臨海病院（江戸川区）2001年
- 新宿駅#東側（新宿区）1994年
- 大田区環境共生住宅（大田区）2001年
- ロイヤルパークス荻窪（杉並区）2005年
- ロイヤルパークスシーサー南千住（荒川区）2006年
- ロイヤルパークス豊洲（江東区）2007年
- ロイヤルパークス西新井（足立区）2008年
- ロイヤルパークスシーサー西新井（足立区）2009年
- ドレシア上池袋（豊島区）2009年
- 六本木エムケイアートレジデンス（港区）2009年
- 日本造園組合連合会 芝公園内おもてなしの庭設計（港区）- 第30回緑の環境プラン大賞
- 錦町トラッドスクエア（千代田区）2013年
- MAJES MOTO-AZABU GARDENS（千代田区）
- 練馬区立地区区民館屋上緑化（練馬区）2009年

東京都市町村部
- ロイヤルパークス若葉台テラス（稲城市）2009年
- ロイヤルパークス花小金井（小平市）2006年
- 三鷹台団地三鷹テラス（三鷹市）2003年
- 七小東公園（小平市）2001年
- アーバンガーデン鶴川台（町田市）1997年
- 国営昭和記念公園#広場ゾーン（立川市）1985年
- シティハイツ吉祥寺通り（三鷹市）2003年
- 新川丸池公園第一期（東京都三鷹市）2000年
- 別所坂公園（八王子市）2000年
- 府中市中央図書館外空間（府中市）2006年
- 東京ガス立川ビル（立川市）2010年

甲信越北陸
- レジーナリゾート旧軽井沢（長野県）- SDA Award2018銀賞
- 諏訪湖畔公園（長野県諏訪市）- 1988年 社団法人日本造園コンサルタント協会賞 1989年 東京農業大学造園学科 造園大賞
- 蓼科高原芸術の森彫刻庭園（長野県茅野市）- 1991年 社団法人日本造園コンサルタント協会賞 奨励賞
- グリーンピア津南中央公園（新潟県津南町）1985年
- 立科フィールド彫刻館（長野県茅野市）1989年

東海中部
- 修善寺虹の郷（静岡県修善寺市）- 1995年 社団法人日本造園学会賞 1991年社団法人日本造園コンサルタント協会賞 奨励賞
- 飛騨小坂ふれあいの森（岐阜県小坂町）1990年
- トヨタ保養基地（愛知県豊田市）1994年
- 熱海梅園#日本庭園拡張・韓国庭園（静岡県熱海市）2002年
- 中京大学#豊田キャンパス（愛知県豊田市）2005年
- 名古屋市立第二斎場（名古屋市）2011年
- 蒲郡駅#駅周辺
- 浜松モザイカルチャー世界博2009
- 愛・地球博記念公園 地球市民交流センター（愛知県長久手市）- 2010年 第11回屋上・壁面・特殊緑化技術コンクール 都市緑化機構会長賞 屋上緑化部門 2011年 第27回都市公園コンクール 社団法人日本公園緑地協会会長賞 設計部門（小規模）

近畿
- 立命館大学#大阪いばらきキャンパスおよび岩倉公園の一体的なランドスケープ（大阪府茨木市）- 2015年 第5回みどりのまちづくり賞 大阪府知事賞
- 志摩スペイン村「フェリスクルーズ」と「チャプチャプラグーン」（三重県志摩市）2013年

中国地方
- みなとオアシス尾道ランドスケープデザイン監修（重要港湾尾道糸崎港 西御所地区 港湾環境整備事業）
  - 重要港湾尾道糸崎港の照明（広島県尾道市）- 2013年 （一社）照明学会 平成24年度 照明普及賞

- 尾道ふれあいの里修景計画（広島県尾道市）2011年
- 広島県立尾道東高等学校林芙美子記念碑周辺整備
- 『アートフォーラムin尾道』計画（尾道商工会議所主催「芸術の森構想」設計競技グランプリ）1985年
- 高知五台山フラワーロード（高知県高知市）2009年
- 浄土寺庭園（広島県尾道市）1999年
- 尾道市立大学キャンパス（広島県尾道市）1995年
- 向島洋らんセンター（広島県向島町）1995年
- 宇部市ときわ公園(常盤公園)白鳥飼養施設、ぼたん苑

九州地方
- 福岡市拠点文化施設整備及び須崎公園再整備事業（福岡市）2020年
- 別府市#近現代（大分県別府市）- 1987年 社団法人日本造園コンサルタント協会賞 1989年 東京農業大学造園学科 造園大賞
- ムーンオーシャン宜野湾（沖縄県宜野湾市）2009年
- 再春館製薬工場フィールド（熊本県益城町）1999年
- 大分市複合文化施設ホルトホール大分#屋上公園（大分市）2010年

中国他海外
- 蘇州棠北別墅（中華人民共和国江蘇省蘇州市）- 2012年 第七回金盤賞 年度ベスト別荘（近代式）一等賞
- 北京燕西華府（中華人民共和国北京市）- 2012年 第七回金盤賞 年度ベスト別荘（ヨーロッパ式）一等賞
- シェーンブルン宮殿#庭園 （原田榮進らと。オーストリア・ウィーン）1999年
- 合肥新地中心（中華人民共和国安徽省合肥市）
- 珠海市横琴区庁舎（中華人民共和国広東省珠海市）2012年
- 大連医科大学キャンパス（中華人民共和国遼寧省大連市）2007年
- 瀋陽長白万科城（中華人民共和国遼寧省瀋陽市）2007年
- 撫順唯美品格新城（中華人民共和国遼寧省撫順市）2008年
- 瀋陽佳和新城ユーロタウン（中華人民共和国遼寧省瀋陽市）2008年
- 合肥金大地1912（中華人民共和国安徽省合肥市）2011年
- 北京唐寧ONE（中華人民共和国北京市）2011年
- 上海徳稲CCICビル（中華人民共和国上海市）2012年
- 無錫泰伯文化広場（中華人民共和国江蘇省無錫市）2012年
- 無錫海岸城麗園 二期（中華人民共和国江蘇省無錫市）
- 杭州広宇臨平（中華人民共和国浙江省杭州市）2013年
- 重慶瑞安B20（中華人民共和国重慶市）2013年
- 重慶龍湖源著（中華人民共和国重慶市）2013年
- 蘇州工業園区独墅湖西岸戸建住宅（中華人民共和国江蘇省蘇州市）